# Smuts
För generalen och politikern Smuts, se Jan Smuts.

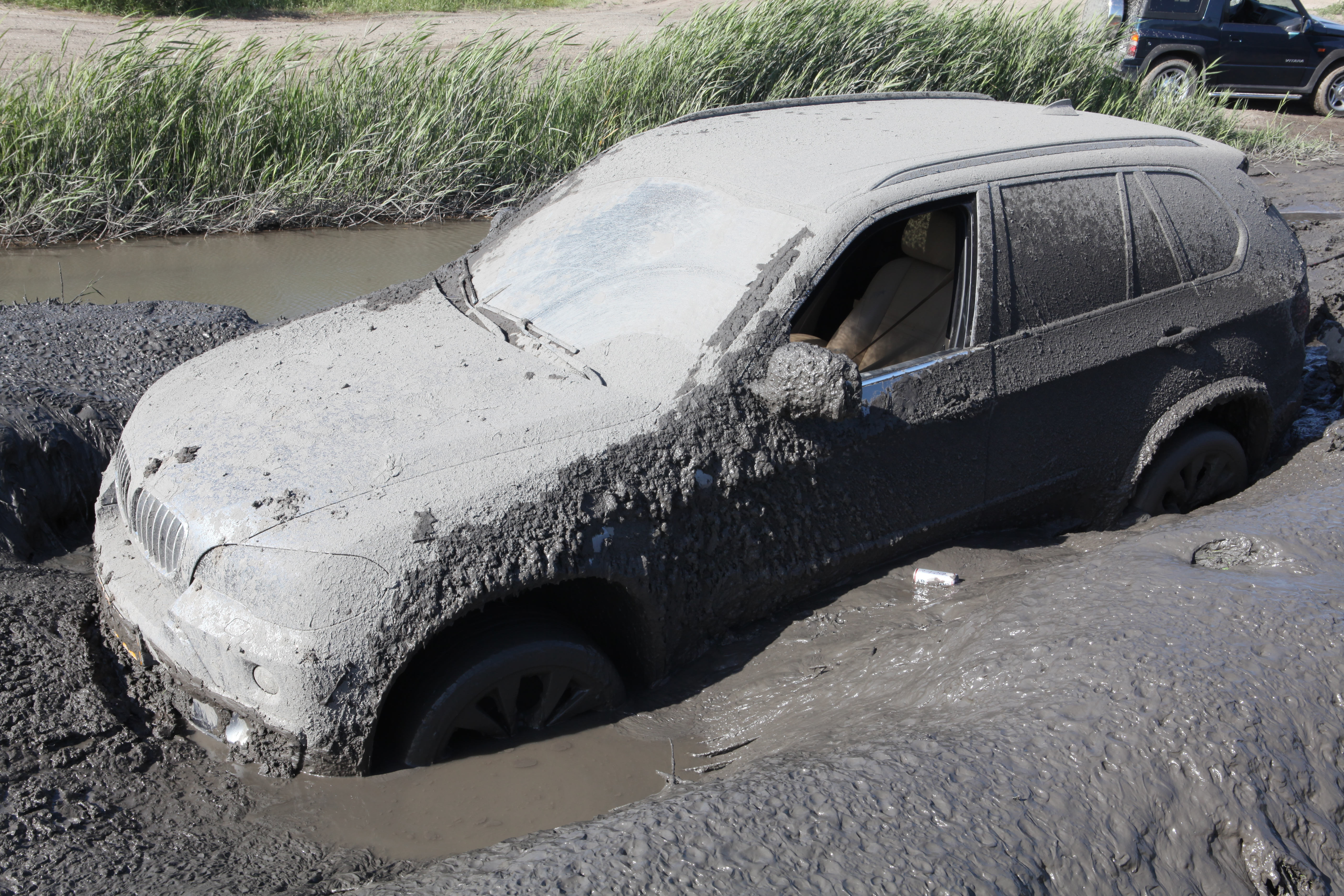
Nedsmutsad BMW E70 som fastnat i lera.

Smuts är oren materia, särskilt när den är i kontakt med en persons kläder, hud eller ägodelar. Vanliga typer av smuts inkluderar:
- jord: en blandning av lera, sand och humus som ligger över jordens berggrund
- damm: ett stoft av organisk eller mineralisk materia
- sot: mörkt damm, till exempel aska
- lort: förorenad materia såsom exkrement

## Rengöring
Smutsiga saker kan rengöras med lösningar av såpa och utvalda kemikalier.

## Hälsa
Enligt hygienhypotesen anses det moderna samhället vara mycket rent. Brist på kontakt med mikroorganismer under uppväxten tros vara orsaken till epidemin av allergier såsom astma. Människans immunförsvar behöver aktivering och motion för att fungera korrekt, och utsättning för smuts kan uppnå detta. Till exempel kan stafylokock-bakterier på hudens yta reglera en inflammation orsakad av en skada.
Människor och andra djur äter ibland smuts, vilket tros bero på mineralbrist.